# Dmitri Kozlov (photographe)
Pour les articles homonymes, voir Kozlov.
Dmitri Kozlov, né le 21 avril 1904 à Dolgie Leski dans l'oblast de Toula et mort le 21 novembre 1991 à Moscou, est un photographe et photojournaliste russe.

## Biographie
Dmitri Kozlov est volontaire pour aller au front lors de la seconde guerre mondiale et y réalise des photographies. Après la guerre, il travaille pendant plusieurs décennies comme photojournaliste pour l'agence RIA Novosti.

## Galerie

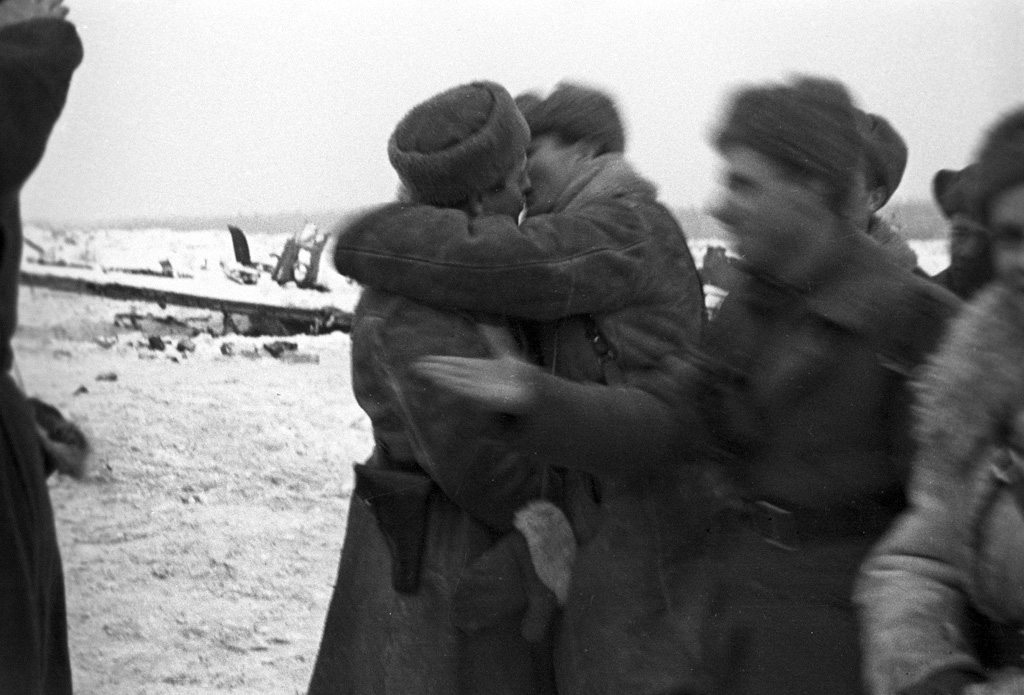
Jonction des fronts de Leningrad et de Volkhov, 18 juin 1943.
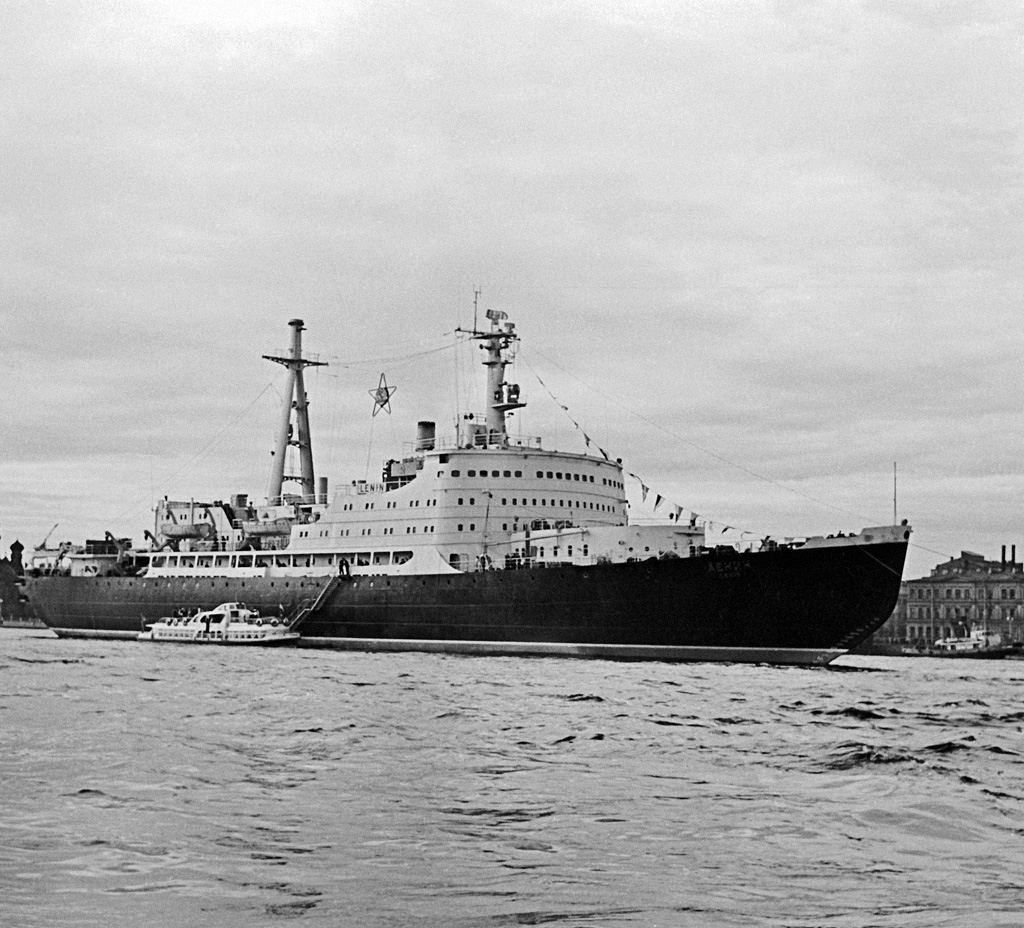
Le Brise-glace à propulsion nucléaire Lénine sur la Neva à Leningrad, 16 septembre 1959.
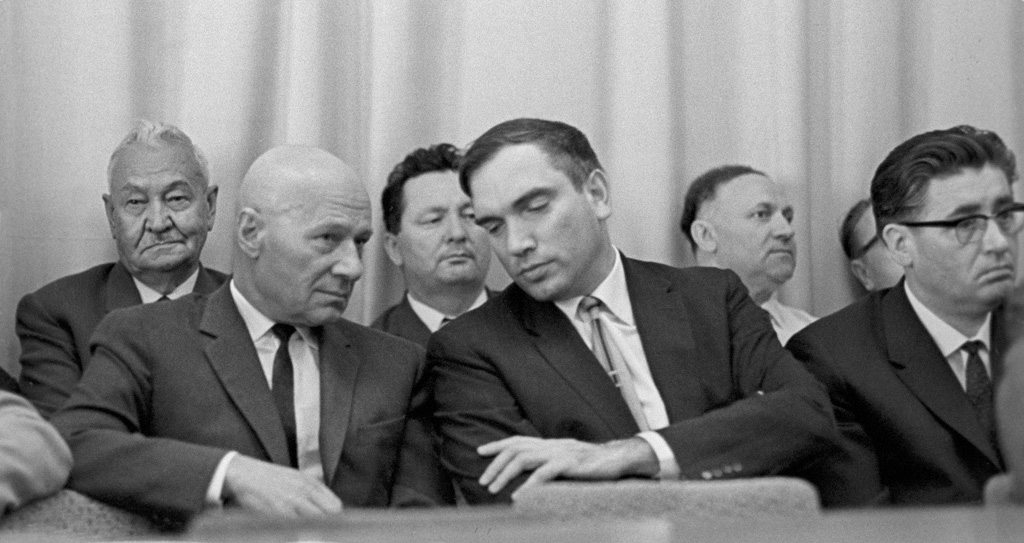
Nikolaï Matveïevitch Gribachev et Enver Mamedov Enver Mamedov lors d'une réunion des représentants étrangers et des correspondants de l'agence de presse Novosti, 1er juillet 1966.